# محمدرضا خدری
محمدرضا خدری (۳ فروردین ۱۳۷۷، شیراز) یک بازیکن فوتبال اهل ایران است که برای باشگاه فوتبال پارس جنوبی جم در پست دفاع چپ بازی می‌کند.